# キャッツ (映画)
『キャッツ』（Cats）は、T・S・エリオットの『キャッツ - ポッサムおじさんの猫とつき合う法』に基づいた同名のミュージカル劇を原作とした2019年のイギリスのミュージカル・ファンタジー・コメディ・ドラマ映画。監督はトム・フーパーであり、彼にとっては『レ・ミゼラブル』以来2度目のミュージカルとなる。出演はジェームズ・コーデン、ジュディ・デンチ、ジェイソン・デルーロ、イドリス・エルバ、ジェニファー・ハドソン、イアン・マッケラン、テイラー・スウィフト、レベル・ウィルソン、フランチェスカ・ヘイワードらである。
ユニバーサル・ピクチャーズ配給で2019年12月20日にアメリカ、イギリスを皮切りに約40か国で公開された。
第40回ゴールデンラズベリー賞では、最低作品賞をはじめ、最低監督賞、最低助演男優賞（ジェームズ・コーデン）、最低助演女優賞（レベル・ウィルソン）、最低スクリーンコンボ賞（半人半猫の毛玉たちのコンビ全て）、最低脚本賞の最多6部門で受賞を果たしている。

## ストーリー
人間にロンドンの路地裏に捨てられた白猫ヴィクトリアは、猫たちの集団ジェリクルキャッツに出会う。彼らはジェリクルボールという月夜の舞踏会を開こうとしていた。猫たちはジェリクルボールでパフォーマンスを競いあい、最終的に選ばれた1匹の猫が、天上に昇って新たな生を得る権利を手にするのだ。ジェリクルキャッツに迎え入れられたヴィクトリアは、ジェリクルボールを前にさまざまな猫と出会う。だが同じころ、お尋ねものの猫マキャヴィティは、ジェリクルボールの有力候補となる猫を1匹また1匹とさらっていた。

## キャスト
※括弧内は日本語吹替声優。
- バストファー・ジョーンズ - ジェームズ・コーデン[10]（秋山竜次〈ロバート〉[11]）
- オールド・デュトロノミー（英語版） - ジュディ・デンチ[12]（大竹しのぶ[11]）
- ラム・タム・タガー - ジェイソン・デルーロ[13]（藤原聡〈Official髭男dism〉[14]）
- マキャヴィティ - イドリス・エルバ[15]（山寺宏一[16]）
- グリザベラ（英語版） - ジェニファー・ハドソン[17]（高橋あず美[11]）
- 劇場猫ガス（英語版） - イアン・マッケラン[18]（宝田明[16]）
- ボンバルリーナ - テイラー・スウィフト[19]（RIRI[16]）
- ジェニエニドッツ - レベル・ウィルソン[20]（浦嶋りんこ[16]）
- 白猫ヴィクトリア（英語版） - フランチェスカ・ヘイワード（英語版）[21]（葵わかな[11]）
- ミスター・ミストフェリーズ - ローリー・デヴィッドソン（英語版）[22]（森崎ウィン〈PRIZMAX〉[11]）
- マンカストラップ - ロビー・フェアチャイルド[23]（山崎育三郎[11]）
- カッサンドラ - メット・トーレイ（英語版）[24]（朴璐美）
- スキンブルシャンクス - スティーヴン・マックレー（英語版）[25]（大貫勇輔[11]）
- マンゴジェリー - ダニー・コリンズ（宮野真守[16]）
- ランペルティーザ - ナオイム・モーガン[26]（沢城みゆき[16]）
- グロールタイガー（英語版） - レイ・ウィンストン（山路和弘[16]）
- プラトー - ラリー・ブルジョア[27]（木村昴）
- ソクラテス - ロラン・ブルジョア[27]（奈良徹）
- コリコパット - ジェイ・バトート[28]（濱野大輝）
- ジェミマ - ジョナデット・カルピオ[29]（きそひろこ）
- ディミータ - ダニエラ・ノーマン[30]（清水理沙）
- アロンゾ - ブルーイー・ロビンソン（英語版）[31]（武内駿輔）
- ジェリーロラム - フレヤ・ローリー（伽藍琳）
- エレクトラ - イダ・サキ
- タントミール - ジジ・ストラレン（英語版）[32]（メロディー・チューバック）
- アドメートス - エリック・アンダーウッド（英語版）[33]
- グリドルボーン - メリッサ・マッデン・グレー（英語版）（寺依沙織）

## 製作

### 構想
1990年代にミュージカルを原作としたアニメ映画がアンブリメーションによって計画されたが、スタジオの閉鎖により廃案となった。2013年12月、ミュージカル劇『キャッツ』の作者・作曲者であるアンドルー・ロイド・ウェバーはユニバーサル・スタジオが数年前に映画化権を獲得し、積極的に企画を進めていることをほのめかした。
2016年2月、トム・フーパーが監督交渉中であり、またスキ・ウォーターハウスなどが出演者として構想されていることが報じられた。2016年5月、フーパーは監督に就任した。
2018年1月、フーパーとワーキング・タイトルは正式にキャスティングを開始し、またその一方で映画を完全に実写にするか、CGで作るか、あるいはその両方の混合作品にするのかという技術的側面についても検討し、さらにアンドルー・ロイド・ウェバーが映画化の際に新曲を書き下ろすことを発表した。

### キャスティング
2018年6月、アン・ハサウェイの起用が検討されていることが報じられたが、スケジュールの都合のために叶わなかった。2018年7月、ジェニファー・ハドソン、テイラー・スウィフト、ジェームズ・コーデン、イアン・マッケランがキャストに加わった。スウィフトは以前にフーパーの『レ・ミゼラブル』のエポニーヌ役のテストを受けていたが、今回はオーディション無しでボンバルリーナ役を得た。
2018年9月、ローリー・デヴィッドソンとマト・タリーがキャストに加わり、またスティーヴン・スピルバーグが製作総指揮を務めることが発表された。2018年10月、さらにイドリス・エルバとジュディ・デンチがキャストに加わった。デンチはかつてオリジナルの舞台ミュージカルにキャスティングされていたがアキレス腱断裂により降板しており、ロイド・ウェバーとフーパーはこの映画でオールド・デュトロノミーを女性にして彼女に役をオファーした。
2018年11月、バレエダンサーのフランチェスカ・ヘイワードとスティーヴン・マックレーの他、レベル・ウィルソン、ジェイソン・デルーロ、ロバート・フェアチャイルドがキャストに加わり、イングランドのハートフォードシャーのリーブスデン・スタジオでリハーサルが行われた。振り付けは当初ウェイン・マクレガーの予定であったが「スケジュールの都合」により降板し、その後アンディ・ブランケンビューラーが起用された。2018年12月、レ・ツインズとエリック・アンダーウッドがキャストに加わった。

### 撮影
主要撮影は2018年12月12日に始まり、2019年4月2日に完了した。スウィフトはキャストが「猫の学校」に出席し、「私たちは文字通り何時間も床の上を裸足で這い、互いにシューッという音を立て合った」と語った。

### 音楽
映画の音楽はアンドルー・ロイド・ウェバーによって作曲された。サウンドトラックの「ハイライト版」は59分に及び、2019年12月20日にポリドール・レコードとリパブリック・レコードによって発売された。テイラー・スウィフトの曲「ビューティフル・ゴースト」がサウンドトラックのリード・シングルとして2019年11月15日に発売された。

### 視覚効果
『キャッツ』には広範囲にわたって視覚効果が使用され、実写の俳優がコンピュータ・アニメーションの猫に変換された。映画に関わった企業にはインダストリアル・ライト&マジックとテクニカラーSAの子会社のミル・フィルムとMPCなどがあった。これを補助するために俳優たちはモーションキャプチャ・スーツを身につけ、衣裳と顔にはトラッキング・ドットがつけられた。
『キャッツ』の視覚効果の実質的な作業はMPCバンクーバーで行われた。同社はこれ以前には『ソニック・ザ・ムービー』の視覚効果の再作成に取り組んでいた。
フーパーは12月16日のワールド・プレミアで「36時間働いて前日の午前8時」に映画を完成させたと述べた。

## マーケティング
2019年4月6日、ジェニファー・ハドソンがラスベガス・コミコンにて「メモリー」を披露し、またキャストとスタッフの製作舞台裏も披露した。7月17日、ユニバーサルは製作の様々な側面の詳細を説明し、キャストとスタッフのインタビューを含むビデオを公開した。
2019年7月18日に最初の予告編が公開され、多くの視聴者から否定的な反応を受けた。多くの視聴者は猫を描写するために使用されたCGIと実写の融合に不安を抱き、その効果は不気味の谷の典型例として引用され、また同じく公開を控えていた『ソニック・ザ・ムービー』の予告編での悪評を受けてキャラクターの再デザインと公開延期を決定した件と比較された。スタジオは国際プロモーションと広告に約1億1500万ドルを費やした。

## 公開
プレミア上映は2019年12月16日にリンカーン・センターのアリス・タリー・ホールで行われた。アメリカ合衆国及びイギリスでは2019年12月20日に劇場公開が始まった。

### CGIの不具合と修正版の公開
映画の上映開始初期には多くのCGIの失敗と不具合が含まれていた。ジュディ・デンチのキャラクターの猫の足の代わりに彼女自身の人間の手が結婚指輪付きで見える場面などが例に挙げられている。悪評の後、ユニバーサルは公開初日に「視覚効果を改善」したアップデート版のデジタル・シネマ・パッケージが12月22日にダウンロード可能となり、できるだけ早く現在のプリントと置き換えるようにと映画館側に通達した。スタジオ幹部と映画館オーナーは既に拡大公開されている映画の修正版を公開する決定は「前代未聞」であると述べた。

## 評価

### 興行収入
2020年1月20日時点でアメリカ合衆国及びカナダでの興行収入は2680万ドル、その他の地域で3480万ドル、全世界で6160万ドルに達している。スタジオの損失は7100万ドルから1億ドルにのぼると見積もられている。
アメリカ合衆国及びカナダでの公開初週末の成績は1500万ドルから2000万ドルと予測されていた。ユニバーサルは同日公開である『スター・ウォーズ/スカイウォーカーの夜明け』に対するカウンタープログラミングとして若い女性層を狙えると考え、マーケティングではテイラー・スウィフトの出演を強調した。公開初日の興行収入が260万ドル（木曜深夜の55万ドルを含む）となると初動予測は700万ドルまで引き下げられた。初週末成績は650万ドルを記録し、週末興行収入4位となった。この興業不振の理由には予告編の悪評、映画そのものへの低評価、『スター・ウォーズ』との競合が挙げられた。観客層は18-44歳が55%を占めて想定を上回った。若年女性層にも売れた『アナと雪の女王2』は公開5週目であったが米国興行収入は1240万ドルであり、この時点での『キャッツ』の世界興行収入1090万ドルを上回っていた。また2017年に同じく12月下旬に公開されたミュージカル『グレイテスト・ショーマン』は批評は賛否分かれ、初動成績も芳しくなかったが、CinemaScoreは「A」評定でスリーパー・ヒットとなった。
第2週末の売り上げは480万ドル（クリスマス期間5日間では870万ドル）であり、8位に下落した。第3週末は260万ドルであり、10位に下落した。

### 批評家の反応
レビュー・アグリゲーター・ウェブサイトのRotten Tomatoesでは272件のレビューで支持率は19%、平均点は3.77/10となった。Metacriticでは50件の批評で加重平均値は32/100と示された。
『バラエティ』のピーター・デブルージはこの映画を「素晴らしい俳優たち（既に悪役のマキャヴィティとして充分に傷ついているイドリス・エルバ）の履歴書を傷つけ、有望な新人（大きな目で、大きく口を開けたヴィクトリアが映画全体に1つの表情を見せるバレリーナのフランチェスカ・ヘイワードなど）のキャリアを潰す、希にみる恥ずかしさの1本」と評した。彼はその演出と特殊効果を批判し、映画がファーリーに訴えていると警告した。『ハリウッド・リポーター』のデヴィッド・ルーニーは映画が「その中心的なビジュアル・コンセプトの大きな誤解によって邪魔されている」と感じた。『ローリング・ストーン』のピーター・トラヴァースは5ツ星満点で星0個と評価し、それは「珍奇」で、酷い特殊効果を備え、観客を「哀れみのために泣きたい」ように仕向け、フーパーは「俳優たちを空気も生気も無い映画の泡に閉じ込め、呼吸する余地もほとんど与えず、キャラクターを掘り下げないようにしている」と述べた。
『ロサンゼルス・タイムズ』のジャスティン・チャンは「グロテスクなデザインの選択と忙しいメトロノーム的編集により『キャッツ』はハリウッド・スペクタクルと同じくらい目に悪く、雑多なリアリティとディストピア的な芸術の間にある不気味の谷に転落する」と評した。デブルージは映画は舞台ミュージカルと同様に「フェイス・ペイントとライクラ」と使うべきだったと指摘した。『オブザーバー』のシムラン・ハンスは「その不気味な絵面の多くは何世代にもわたって鑑賞者を悩ませるに違いない」と評した。星1つを与えた彼女の批評ではこの映画はほとんどの出演者にとって「明確なキャリアの汚点」であると説明され、彼らは「自分たちが何に夢中になったのかわかっているのか」と疑問視された。『ガーディアン』のピーター・ブラッドショーもまた1ツ星を与えた。「The Naming of Cats」というパロディのレビューで彼はビジュアル・スタイル、特にキャラクター・デザインを批判し、映画を「不愉快な苦悩の毛玉」であると非難した。『ニューヨーク・タイムズ』のマノーラ・ダルジスはフーパーが舞台ミュージカルを翻案させるために「大変な努力」をしたと感じ、「特にアニメ版ではなく実写版を製作する決定が下されると常に困難になる」、「才能ある演者を参加させた」が、映画版は出演者と観客が空間を共有する舞台劇の人間的なつながりの欠如に苦しみ、「ニャーと鳴きながら空高く尻を突き出す引き締まった体の絵面だけが全て」であると述べた。
『ハリウッド・リポーター』は2019年の最低映画10本の1つに『キャッツ』を挙げ、またトラヴァースは「2019年、そしておそらくこの10年間の桶の底として容易に記録される」と述べ、さらに『デトロイト・ニュース』のアダム・グラハムは「『キャッツ』はこの10年で最大級の災害であり、そしてこれまで1000年での可能性もある。ひげが生えた『バトルフィールド・アース』だ」と述べた。io9のアレックス・クランツは「俺は人間が見るべきで無い光景を目にした」と警告した上でフーパーの、俳優の、ハリウッドの傲慢さを「目撃する必要がある」と述べた。『ボストン・グローブ』のタイ・バリは半星を与え、「『キャッツ』には金を払ってでも見たくない瞬間がある」と延べ、小さな子供たちに映画を見ないように警告した。
批判的な評価が目立ったものの出演者の演技は賞賛された。『デッドライン』のピート・ハモンドはテイラー・スウィフトを賞賛し、彼女は「ボンバルリーナと彼女のナンバー「マキャヴィティ」、そしてスウィフトとロイド・ウェバーがエンドクレジット用に書いた「ビューティフル・ゴースト」によってうまく自分を放免にした」と評した。批評家のガイ・ロッジはスウィフトを「映画で最高のもの」と評し、「完全にそれらの目標にヒットさせ、唯一の成功したナンバーをやってのけた1人のパフォーマーだ」と述べ、また批評家のレベッカ・ルイスはスウィフトのパフォーマンスを「この映画の数少ない真に良い箇所の1つ」と評した。『USAトゥデイ』のパトリック・ライアンはスウィフトが「短い登場時間を最大限に活用し、彼女の衰えないカリスマ性を軽薄なネコにもたらす。（中略）もしスウィフトのパフォーマンスについて残念なことが1つあるならば、それはそれ以上がないことだ」と評した。シムラン・ハンスは彼女が「おそらく約10分だけ映画に出演するために楽しんでいるように見える」唯一の俳優であると述べた。ジェニファー・ハドソンもまた同様に「メモリー」のパフォーマンスを賞賛され、批評家からは映画の「最高の部分」、「本物の感情を呼び起こせる新しい映画の唯一のミュージカル・ナンバー」と評された。
『ジェゼベル』のリッチ・ジュツウィアクは『ロッキー・ホラー・ショー』のようなカルト作品になると予想し、トロントやロサンゼルスの歌唱上映が完売していることに触れた。
映画評論家の柳下毅一郎は「『キャッツ』は人類にはまだ早すぎたのかもしれない」と評している。

### 受賞とノミネート
2019年12月26日、『バラエティ』はユニバーサルがフォー・ユア・コンシダレーション・サイトから『キャッツ』を削除したことを報じた。映画は賞コンテンダーのための映画芸術科学アカデミーのプライベート・ストリーミング・プラットフォームで鑑賞不可能である。
| 受賞とノミネートの一覧 | 受賞とノミネートの一覧 | 受賞とノミネートの一覧 | 受賞とノミネートの一覧                                                           | 受賞とノミネートの一覧 | 受賞とノミネートの一覧 |
| 賞                     | 授賞式                 | 部門                   | 候補                                                                             | 結果                   |                        |
| ---------------------- | ---------------------- | ---------------------- | -------------------------------------------------------------------------------- | ---------------------- | ---------------------- |
| ゴールデングローブ賞   | 2020年1月5日           | 主題歌賞               | 「ビューティフル・ゴースト」 - テイラー・スウィフト&アンドルー・ロイド・ウェバー | ノミネート             |                        |
| ゴールデンラズベリー賞 | 2020年3月16日          | 最低作品賞             | デブラ・ヘイワード、ティム・ビーヴァン、エリック・フェルナー、トム・フーパー     | 受賞                   |                        |
| ゴールデンラズベリー賞 | 2020年3月16日          | 最低監督賞             | トム・フーパー                                                                   | 受賞                   |                        |
| ゴールデンラズベリー賞 | 2020年3月16日          | 最低主演女優賞         | フランチェスカ・ヘイワード                                                       | ノミネート             |                        |
| ゴールデンラズベリー賞 | 2020年3月16日          | 最低助演男優賞         | ジェームズ・コーデン                                                             | 受賞                   |                        |
| ゴールデンラズベリー賞 | 2020年3月16日          | 最低助演女優賞         | レベル・ウィルソン                                                               | 受賞                   |                        |
| ゴールデンラズベリー賞 | 2020年3月16日          | 最低助演女優賞         | ジュディ・デンチ                                                                 | ノミネート             |                        |
| ゴールデンラズベリー賞 | 2020年3月16日          | 最低スクリーンコンボ賞 | 半人半猫の毛玉たちのコンビ全て                                                   | 受賞                   |                        |
| ゴールデンラズベリー賞 | 2020年3月16日          | 最低スクリーンコンボ賞 | ジェイソン・デルーロとCGIで去勢された「股間の膨らみ」                            | ノミネート             |                        |
| ゴールデンラズベリー賞 | 2020年3月16日          | 最低脚本賞             | リー・ホール、トム・フーパー                                                     | 受賞                   |                        |